# Virginia Ruzici
Virginia Ruzici (Câmpia Turzii, Cluj, 31 de gener de 1955) és exjugadora de tennis romanesa. Els èxits més importants del seu palmarès van ser els títols de Roland Garros, individual i de dobles femenins, en l'edició de 1978. En aquesta edició també va disputar la final de dobles mixts però no va aconseguir imposar-s'hi. A banda d'aquests títols va disputar dues finals de Grand Slam individuals, dues de dobles femenins i dues més en dobles mixts, en aquest darrer cas sense èxit.
Actualment és mànager de la seva compatriota Simona Halep.

## Torneigs de Grand Slam

### Individual: 2 (1−1)
| Resultat   | Núm. | Any  | Torneig       | Oponent       | Marcador |
| ---------- | ---- | ---- | ------------- | ------------- | -------- |
| Guanyadora | 1.   | 1978 | Roland Garros | Mima Jaušovec | 6−2, 6−2 |
| Finalista  | 2.   | 1980 | Roland Garros | Chris Evert   | 0−6, 3−6 |

### Dobles femenins: 2 (1−1)
| Resultat   | Núm. | Any  | Torneig       | Parella       | Oponents                           | Marcador         |
| ---------- | ---- | ---- | ------------- | ------------- | ---------------------------------- | ---------------- |
| Guanyadora | 1.   | 1978 | Roland Garros | Mima Jaušovec | Gail Sherriff Lesley Turner Bowrey | 6−4, 6−3         |
| Finalista  | 1.   | 1978 | Wimbledon     | Mima Jaušovec | Kerry Melville Reid Wendy Turnbull | 6−4, 8−9(8), 3−6 |

### Dobles mixts: 2 (0−2)
| Resultat  | Núm. | Any  | Torneig       | Parella           | Oponents                     | Marcador      |
| --------- | ---- | ---- | ------------- | ----------------- | ---------------------------- | ------------- |
| Finalista | 1.   | 1978 | Roland Garros | Patrice Dominguez | Renáta Tomanová Pavel Složil | 6−7, retirada |
| Finalista | 2.   | 1979 | Roland Garros | Ion Ţiriac        | Wendy Turnbull Bob Hewitt    | 3−6, 6−2, 3−6 |

## Palmarès

### Individual: 27 (12−15)
| Resultat   | Núm. | Data                   | Torneig                       | Superfície   | Oponent            | Marcador           |
| ---------- | ---- | ---------------------- | ----------------------------- | ------------ | ------------------ | ------------------ |
| Guanyadora | 1.   | 18 d'agost de 1975     | South Orange, Estats Units    | Terra batuda | Mariana Simionescu | 6−1, 6−1           |
| Finalista  | 1.   | 12 de juliol de 1976   | Kitzbühel, Àustria            | Terra batuda | Wendy Turnbull     | 4−6, 7−5, 3−6      |
| Finalista  | 2.   | 18 d'octubre de 1976   | Barcelona, Espanya            | Terra batuda | Renáta Tomanová    | 6−3, 4−6, 2−6      |
| Guanyadora | 2.   | 26 de setembre de 1977 | Palm Harbor, Estats Units     | Terra batuda | Laura duPont       | 6−4, 4−6, 6−2      |
| Finalista  | 3.   | 15 de maig de 1978     | Hamburg, Alemanya             | Terra batuda | Mima Jaušovec      | 2−6, 3−6           |
| Finalista  | 4.   | 22 de maig de 1978     | Roma, Itàlia                  | Terra batuda | Regina Maršíková   | 5−7, 5−7           |
| Guanyadora | 3.   | 29 de maig de 1978     | Roland Garros, França         | Terra batuda | Mima Jaušovec      | 6−2, 6−2           |
| Guanyadora | 4.   | 24 de juliol de 1978   | Kitzbühel                     | Terra batuda | Sylvia Hanika      | 6−4, 6−3           |
| Finalista  | 5.   | 14 d'agost de 1978     | Toronto, Canadà               | Dura         | Regina Maršíková   | 5−7, 7−6, 2−6      |
| Guanyadora | 5.   | 16 d'octubre de 1978   | Brighton, Regne Unit          | Moqueta (i)  | Betty Stöve        | 5−7, 6−2, 7−5      |
| Finalista  | 6.   | 19 de febrer de 1979   | Detroit, Estats Units         | Moqueta (i)  | Wendy Turnbull     | 5−7, 6−1, 6−7(4)   |
| Finalista  | 7.   | 10 de desembre de 1979 | Adelaida, Austràlia           | Gespa        | Hana Mandlíková    | 5−7, 2−2, retirada |
| Finalista  | 8.   | 5 de maig de 1980      | Roma (2)                      | Terra batuda | Chris Evert        | 7−5, 2−6, 2−6      |
| Finalista  | 9.   | 26 de maig de 1980     | Roland Garros                 | Terra batuda | Chris Evert        | 0−6, 3−6           |
| Guanyadora | 6.   | 21 de juliol de 1980   | Kitzbühel (2)                 | Terra batuda | Hana Mandlíková    | 3−6, 6−1, retirada |
| Finalista  | 10.  | 11 d'agost de 1980     | Toronto (2)                   | Dura         | Chris Evert        | 3−6, 1−6           |
| Guanyadora | 7.   | 8 de setembre de 1980  | Salt Lake City, Estats Units  | Dura         | Ivanna Madruga     | 6−1, 6−3           |
| Finalista  | 11.  | 10 de novembre de 1980 | Amsterdam, Països Baixos      | Moqueta (i)  | Hana Mandlíková    | 7−5, 2−6, 5−7      |
| Finalista  | 12.  | 4 de maig de 1981      | Perusa (3)                    | Terra batuda | Chris Evert        | 1−6, 2−6           |
| Finalista  | 13.  | 11 de maig de 1981     | Lugano, Suïssa                | Terra batuda | Chris Evert        | 1−6, 1−6           |
| Finalista  | 14.  | 3 d'agost de 1981      | Indianapolis, Estats Units    | Terra batuda | Andrea Jaeger      | 1−6, 0−6           |
| Guanyadora | 8.   | 12 de juliol de 1982   | Montecarlo, Mònaco            | Terra batuda | Bonnie Gadusek     | 6−2, 7−6           |
| Guanyadora | 9.   | 19 de juliol de 1982   | Kitzbühel (3)                 | Terra batuda | Lea Plchová        | 6−2, 6−2           |
| Guanyadora | 10.  | 2 d'agost de 1982      | Indianapolis                  | Terra batuda | Helena Suková      | 6−2, 6−0           |
| Guanyadora | 11.  | 3 d'octubre de 1983    | Detroit                       | Moqueta (i)  | Kathy Jordan       | 4−6, 6−4, 6−2      |
| Finalista  | 15.  | 1 d'abril de 1985      | Seabrook Island, Estats Units | Terra batuda | Katerina Maleeva   | 3−6, 3−6           |
| Guanyadora | 12.  | 15 de juliol de 1985   | Bregenz (4)                   | Terra batuda | Mima Jaušovec      | 6−2, 6−3           |

### Dobles femenins: 35 (16−19)
| Resultat   | Núm. | Data                   | Torneig                          | Superfície   | Parella            | Oponents                                | Marcador          |
| ---------- | ---- | ---------------------- | -------------------------------- | ------------ | ------------------ | --------------------------------------- | ----------------- |
| Finalista  | 1.   | 11 de setembre de 1973 | Londres, Regne Unit              | Moqueta (i)  | Mariana Simionescu | Lesley Charles Glynis Coles             | 3−6, 5−7          |
| Guanyadora | 1.   | 4 de novembre de 1974  | Edinburgh, Regne Unit            | Moqueta (i)  | Mima Jaušovec      | María Isabel Fernández Raquel Giscafré  | 6−4, 4−6, 6−4     |
| Finalista  | 2.   | 8 de març de 1976      | Tallahassee, Estats Units        | Terra batuda | Mariana Simionescu | Julie Anthony Dianne Fromholtz          | 2−6, 5−7          |
| Finalista  | 3.   | 23 de maig de 1976     | Roma, Itàlia                     | Terra batuda | Mariana Simionescu | Linky Boshoff Ilana Kloss               | 1−6, 2−6          |
| Guanyadora | 2.   | 18 d'octubre de 1976   | Barcelona, Espanya               | Terra batuda | Florența Mihai     | Nathalie Fuchs Michele Gurdal           | 6−2, 6−4          |
| Finalista  | 4.   | 24 de gener de 1977    | Minneapolis, Estats Units        | Moqueta (i)  | Mima Jaušovec      | Rosie Casals Martina Navrátilová        | 2−6, 1−6          |
| Guanyadora | 3.   | 15 de maig de 1978     | Hamburg, Alemanya Occidental     | Terra batuda | Mima Jaušovec      | Katja Ebbinghaus Helga Niessen Masthoff | 6−4, 5−7, 6−0     |
| Guanyadora | 4.   | 22 de maig de 1978     | Roma                             | Terra batuda | Mima Jaušovec      | Florența Mihai Betsy Nagelsen           | 6−2, 2−6, 7−6     |
| Guanyadora | 5.   | 29 de maig de 1978     | Roland Garros, França            | Terra batuda | Mima Jaušovec      | Gail Sherriff Lesley Turner Bowrey      | 5−7, 6−4, 8−6     |
| Finalista  | 5.   | 26 de juny de 1978     | Wimbledon, Regne Unit            | Gespa        | Mima Jaušovec      | Kerry Melville Reid Wendy Turnbull      | 6−4, 8−9(8), 3−6  |
| Guanyadora | 6.   | 24 de juliol de 1978   | Kitzbühel, Àustria               | Terra batuda | Renáta Tomanová    | Regina Maršíková Florența Mihai         | 7−5, 6−2          |
| Finalista  | 6.   | 23 d'octubre de 1978   | Filderstadt, Alemanya Occidental | Moqueta (i)  | Mima Jaušovec      | Tracy Austin Betty Stöve                | 3−6, 3−6          |
| Guanyadora | 7.   | 1 de gener de 1979     | Washington DC, Estats Units      | Moqueta (i)  | Mima Jaušovec      | Renée Richards Sharon Walsh             | 4−6, 6−2, 6−4     |
| Finalista  | 7.   | 18 de juliol de 1979   | Kitzbühel                        | Terra batuda | Elly Appel-Vessies | Helena Anliot Diane Evers               | 0−6, 4−6          |
| Guanyadora | 8.   | 22 d'octubre de 1979   | Tampa, Estats Units              | Dura         | Anne Smith         | Ilana Kloss Betty Ann Stuart            | 7−5, 4−6, 7−5     |
| Guanyadora | 9.   | 10 de desembre de 1979 | Adelaida, Austràlia              | Gespa        | Hana Mandlíková    | Sue Barker Pam Shriver                  | 6−1, 3−6, 6−2     |
| Finalista  | 8.   | 4 d'agost de 1980      | Indianapolis, Estats Units       | Terra batuda | Renáta Tomanová    | Anne Smith Paula Smith                  | 4−6, 6−3, 4−6     |
| Guanyadora | 10.  | 8 de setembre de 1980  | Salt Lake City, Estats Units     | Dura         | Pam Teeguarden     | Barbara Jordan JoAnne Russell           | 6−4, 7−5          |
| Guanyadora | 11.  | 27 d'octubre de 1980   | Estocolm, Suècia                 | Moqueta (i)  | Mima Jaušovec      | Hana Mandlíková Betty Stöve             | 6−2, 6−1          |
| Finalista  | 9.   | 16 de març de 1981     | Boston, Estats Units             | Moqueta (i)  | JoAnne Russell     | Barbara Potter Sharon Walsh             | 7−6, 4−6, 3−6     |
| Finalista  | 10.  | 4 de maig de 1981      | Perusa (2)                       | Terra batuda | Chris Evert        | Candy Reynolds Paula Smith              | 5−7, 1−6          |
| Guanyadora | 12.  | 3 d'agost de 1981      | Indianapolis                     | Terra batuda | JoAnne Russell     | Sue Barker Paula Smith                  | 6−2, 6−2          |
| Finalista  | 11.  | 5 d'abril de 1982      | Hilton Head, Estats Units        | Terra batuda | JoAnne Russell     | Martina Navrátilová Pam Shriver         | 1−6, 2−6          |
| Finalista  | 12.  | 10 de maig de 1982     | Lugano, Suïssa                   | Terra batuda | JoAnne Russell     | Candy Reynolds Paula Smith              | 2−6, 4−6          |
| Guanyadora | 13.  | 12 de juliol de 1982   | Montecarlo, Mònaco               | Terra batuda | Catherine Tanvier  | Patricia Medrado Cláudia Monteiro       | 7−6, 6−2          |
| Finalista  | 13.  | 2 d'agost de 1982      | Indianapolis (2)                 | Terra batuda | JoAnne Russell     | Ivanna Madruga Catherine Tanvier        | 5−7, 6−7(3)       |
| Finalista  | 14.  | 6 de desembre de 1982  | Richmond, Estats Units           | Moqueta (i)  | JoAnne Russell     | Rosie Casals Candy Reynolds             | 3−6, 3−6          |
| Finalista  | 15.  | 11 d'abril de 1983     | Amelia Island, Estats Units      | Terra batuda | Hana Mandlíková    | Rosalyn Fairbank Candy Reynolds         | 4−6, 2−6          |
| Guanyadora | 14.  | 2 de maig de 1983      | Perusa (2)                       | Terra batuda | Virginia Wade      | Ivanna Madruga Catherine Tanvier        | 6−3, 2−6, 6−1     |
| Guanyadora | 15.  | 1 d'agost de 1983      | Indianapolis (2)                 | Terra batuda | Kathy Horvath      | Gigi Fernández Beth Herr                | 4−6, 7−6(6), 6−2  |
| Finalista  | 16.  | 8 d'agost de 1983      | Los Angeles, Estats Units        | Dura         | Betsy Nagelsen     | Martina Navrátilová Pam Shriver         | 1−6, 0−6          |
| Finalista  | 17.  | 24 d'octubre de 1983   | Filderstadt (2)                  | Moqueta (i)  | Catherine Tanvier  | Martina Navrátilová Candy Reynolds      | 2−6, 1−6          |
| Finalista  | 18.  | 14 de maig de 1984     | Berlín, Alemanya Occidental      | Terra batuda | Kathy Horvath      | Anne Hobbs Candy Reynolds               | 3−6, 6−4, 6−7(11) |
| Finalista  | 19.  | 21 de maig de 1984     | Perusa (3)                       | Terra batuda | Kathy Horvath      | Iva Budařová Helena Suková              | 6−7(5), 6−1, 4−6  |
| Guanyadora | 16.  | 15 de juliol de 1985   | Bregenz (2)                      | Terra batuda | Mima Jaušovec      | Andrea Holíková Kateřina Skronská       | 6−2, 6−3          |

### Dobles mixts: 2 (0−2)
| Resultat  | Núm. | Data               | Torneig               | Superfície   | Parella           | Oponents                     | Marcador           |
| --------- | ---- | ------------------ | --------------------- | ------------ | ----------------- | ---------------------------- | ------------------ |
| Finalista | 1.   | 29 de maig de 1978 | Roland Garros, França | Terra batuda | Patrice Dominguez | Renáta Tomanová Pavel Složil | 6−4, 6−7, retirada |
| Finalista | 2.   | 28 de maig de 1979 | Roland Garros (2)     | Terra batuda | Ion Ţiriac        | Wendy Turnbull Bob Hewitt    | 3−6, 6−2, 3−6      |

## Trajectòria

### Individual
| Open d'Austràlia | A  | A  | A   | A  | A  | A  | A  | 1R | QF | 1R | A  | A  | A  | A  | NC | A   | 0 / 3  | 4 − 3   |
| Roland Garros | 1R | 2R | 2R  | SF | A  | A  | G  | QF | F  | QF | QF | 3R | 4R | 1R | A  | 2R  | 1 / 13 | 38 − 12 |
| Wimbledon | 2R | 2R | 1R  | 1R | 2R | 2R | QF | 4R | 2R | QF | 4R | 4R | 2R | 2R | A  | A   | 0 / 13 | 23 − 13 |
| US Open | A  | 1R | 1R  | QF | 3R | 3R | QF | A  | 4R | 3R | 4R | 1R | 3R | 1R | A  | A   | 0 / 11 | 20 − 11 |
| Rànquing a final d'any |    |    | 112 | 26 | 16 | 16 | 12 | 13 | 11 | 12 | 11 | 18 | 44 | 41 | −  | 143 |        |         |
| Llegenda: G: Guanyadora; F: Finalista; SF: Semifinalista; QF: Quarts de final; Q: Qualificació; A: Absent; RR: Round Robin |    |    |     |    |    |    |    |    |    |    |    |    |    |    |    |     |        |         |

### Dobles
| Open d'Austràlia | A  | A  | A  | A  | A  | A  | A  | A  | 2R | A  | A  | A  | A  | A  | NC | A  | 0 / 1  | 1 − 1   |
| Roland Garros | 1R | 2R | 2R | QF | A  | A  | G  | 2R | QF | QF | 2R | QF | SF | 3R | A  | 1R | 1 / 13 | 28 − 12 |
| Wimbledon | 1R | 1R | A  | 2R | 2R | 2R | F  | SF | QF | 3R | QF | 2R | 1R | QF | A  | A  | 0 / 12 | 23 − 12 |
| US Open | A  | 2R | 2R | SF | 3R | 3R | 2R | A  | 2R | QF | QF | A  | 1R | 3R | A  | A  | 0 / 10 | 18 − 10 |
| Llegenda: G: Guanyadora; F: Finalista; SF: Semifinalista; QF: Quarts de final; Q: Qualificació; A: Absent; RR: Round Robin |    |    |    |    |    |    |    |    |    |    |    |    |    |    |    |    |        |         |